# Al-Ara’isz
Al-Ara’isz (arab. العرائش, Al-ʿArāʾiš; fr. i hiszp. Larache) – miasto w północnym Maroku, w regionie Tanger-Tetuan-Al-Husajma, przy ujściu rzeki Lukkus do Oceanu Atlantyckiego, siedziba administracyjna prowincji Al-Ara’isz. W 2014 roku liczyło ok. 125 tys. mieszkańców. Ośrodek przemysłu spożywczego, włókienniczego, skórzanego, port handlowy i rybacki oraz ośrodek turystyczny. W pobliżu znajdują się ruiny starożytnego miasta Liksus – początkowo fenickiej osady, następnie rzymskiej kolonii.
W latach 1610–1689 oraz 1912–1956 Al-Ara’isz znajdowało się pod władzą Hiszpanii jako część hiszpańskiego protektoratu w północnym Maroku.

## Współpraca
- Almuñécar, Hiszpania
- Al-Falludża, Irak